# Saint-Quentin-sur-le-Homme
Saint-Quentin-sur-le-Homme és un municipi francès situat al departament de la Manche i a la regió de Normandia. L'any 2007 tenia 1.212 habitants.

## Demografia

### Població
El 2007 la població de fet de Saint-Quentin-sur-le-Homme era de 1.212 persones. Hi havia 470 famílies de les quals 94 eren unipersonals (55 homes vivint sols i 39 dones vivint soles), 178 parelles sense fills, 178 parelles amb fills i 20 famílies monoparentals amb fills.
La població ha evolucionat segons el següent gràfic:
Habitants censats

### Habitatges
El 2007 hi havia 526 habitatges, 471 eren l'habitatge principal de la família, 16 eren segones residències i 39 estaven desocupats. 514 eren cases i 11 eren apartaments. Dels 471 habitatges principals, 361 estaven ocupats pels seus propietaris, 105 estaven llogats i ocupats pels llogaters i 5 estaven cedits a títol gratuït; 2 tenien una cambra, 16 en tenien dues, 62 en tenien tres, 125 en tenien quatre i 265 en tenien cinc o més. 390 habitatges disposaven pel capbaix d'una plaça de pàrquing. A 190 habitatges hi havia un automòbil i a 260 n'hi havia dos o més.

### Piràmide de població
La piràmide de població per edats i sexe el 2009 era:
| Homes | Edats   | Dones |
| ----- | ------- | ----- |
| 0     | 95 o +  | 0     |
| 0     | 90 a 94 | 4     |
| 0     | 85 a 89 | 4     |
| 0     | 80 a 84 | 4     |
| 12    | 75 a 79 | 4     |
| 12    | 70 a 74 | 24    |
| 40    | 65 a 69 | 32    |
| 36    | 60 a 64 | 28    |
| 36    | 55 a 59 | 32    |
| 40    | 50 a 54 | 52    |
| 44    | 45 a 49 | 32    |
| 36    | 40 a 44 | 36    |
| 24    | 35 a 39 | 20    |
| 68    | 30 a 34 | 40    |
| 32    | 25 a 29 | 40    |
| 12    | 20 a 24 | 40    |
| 16    | 15 a 19 | 44    |
| 20    | 10 a 14 | 24    |
| 36    | 5 a 9   | 32    |
| 52    | 0 a 4   | 32    |

## Economia
El 2007 la població en edat de treballar era de 766 persones, 590 eren actives i 176 eren inactives. De les 590 persones actives 566 estaven ocupades (293 homes i 273 dones) i 24 estaven aturades (9 homes i 15 dones). De les 176 persones inactives 87 estaven jubilades, 48 estaven estudiant i 41 estaven classificades com a «altres inactius».

### Ingressos
El 2009 a Saint-Quentin-sur-le-Homme hi havia 475 unitats fiscals que integraven 1.235 persones, la mediana anual d'ingressos fiscals per persona era de 17.898 €.

### Activitats econòmiques
Dels 53 establiments que hi havia el 2007, 1 era d'una empresa alimentària, 4 d'empreses de fabricació d'altres productes industrials, 11 d'empreses de construcció, 12 d'empreses de comerç i reparació d'automòbils, 2 d'empreses de transport, 6 d'empreses d'hostatgeria i restauració, 1 d'una empresa d'informació i comunicació, 2 d'empreses financeres, 3 d'empreses immobiliàries, 7 d'empreses de serveis, 1 d'una entitat de l'administració pública i 3 d'empreses classificades com a «altres activitats de serveis».
Dels 20 establiments de servei als particulars que hi havia el 2009, 1 era una oficina de correu, 3 tallers de reparació d'automòbils i de material agrícola, 1 taller d'inspecció tècnica de vehicles, 2 paletes, 3 guixaires pintors, 1 fusteria, 1 electricista, 3 empreses de construcció, 1 perruqueria, 1 agència de treball temporal, 2 restaurants i 1 agència immobiliària.
Dels 3 establiments comercials que hi havia el 2009, 1 era una botiga de menys de 120 m², 1 una sabateria i 1 una botiga de material de revestiment de parets i terra.
L'any 2000 a Saint-Quentin-sur-le-Homme hi havia 86 explotacions agrícoles que ocupaven un total de 1.178 hectàrees.

## Equipaments sanitaris i escolars
El 2009 hi havia una escola elemental.

## Poblacions més properes
El següent diagrama mostra les poblacions més properes.